# Samsung Galaxy Z Flip 5
Samsung Galaxy Z Flip 5 (стилизованно как Samsung Galaxy Z Flip5) — складной смартфон на базе Android, разработанный и выпущенный компанией Samsung Electronics. Устройство было официально анонсировано 26 июля 2023 года на мероприятии Galaxy Unpacked, которое впервые прошло в Южной Корее, родной стране компании. Смартфон поступил в продажу 11 августа 2023 года.

## Характеристики

### Дизайн
| Цвет | Название   |
| ---- | ---------- |
|      | Мятный     |
|      | Графитный  |
|      | Лавандовый |
|      | Кремовый   |
|      | Серый      |
|      | Синий      |
|      | Зелёный    |
|      | Жёлтый     |

### Аппаратное обеспечение
Galaxy Z Flip 5 имеет два экрана: складной внутренний 6,7-дюймовый дисплей с переменной частотой обновления 120 Гц и 3,4-дюймовый накладной дисплей. Galaxy Z Flip5 получил ряд улучшений, включая увеличенный внешний дисплей, обновлённый процессор и улучшенную конструкцию шарнира, позволяющую устройству складываться без зазора между половинами экрана.
Z Flip 5 оснащен процессором Qualcomm Snapdragon 8 Gen 2. Устройство имеет 8 ГБ оперативной памяти и 256 ГБ или 512 ГБ флэш-памяти UFS 4.0 без поддержки расширения емкости устройства с помощью карт micro-SD.
Z Flip 5 оснащен двумя задними камерами, в том числе широкоугольной на 12 МП и сверхширокоугольной на 12 МП. В верхней части дисплея расположена фронтальная камера на 10 МП.
Аккумулятор представляет собой двухэлементный аккумулятор емкостью 3700 мАч, который быстро заряжается через USB-C до 25 Вт или посредством беспроводной зарядки до 15 Вт.

### Программное обеспечение
На Samsung Galaxy Z Flip 5 предустановлен Android 13 и One UI 5.1.1. В сентябре 2024 года устройство получило обновление до One UI 6.1.1, включающее последние обновления безопасности.